# ويلهلم رودلف مان
ويلهلم رودلف مان (بالألمانية: Wilhelm Rudolf Mann)‏ هو شخصية أعمال ألماني، ولد في 4 أبريل 1894 في فيسبادن في ألمانيا، وتوفي في 10 مارس 1992 في Grainau ‏ في ألمانيا.